# Егорьевское (Тверская область)
Егорьевское — деревня в Кашинском городском округе Тверской области.

## География
Находится в юго-восточной части Тверской области на расстоянии приблизительно 13 км на север-северо-восток по прямой от города Кашин.

## История
Деревня была показана ещё на карте 1825 года. В 1859 году здесь (деревня Кашинского уезда) было учтено 16 дворов. До 2018 года входила в состав ныне упразднённого Шепелевского сельского поселения.

## Население
Численность населения: 173 человека (1859 год), 6 (русские 100 %) в 2002 году, 7 в 2010.